# Judo na Igrzyskach Panamerykańskich 2003
Zawody Judo na Igrzyskach Panamerykańskich 2003, odbywały się w dniach 9-12 sierpnia w Santo Domingo. W tabeli medalowej tryumfowali zapaśnicy z Kuby.

## Klasyfikacja medalowa
Gospodarz zawodów został zaznaczony kolorem.
| Miejsce | Państwo           |    |    |    | Razem |
| ------- | ----------------- | -- | -- | -- | ----- |
| 1       | Kuba              | 8  | 3  | 3  | 14    |
| 2       | Brazylia          | 5  | 1  | 4  | 10    |
| 3       | Stany Zjednoczone | 1  | 2  | 4  | 7     |
| 4       | Kanada            | 0  | 3  | 4  | 7     |
| .       | Wenezuela         | 0  | 3  | 2  | 7     |
| 6       | Haiti             | 0  | 1  | 1  | 2     |
| .       | Dominikana        | 0  | 1  | 1  | 2     |
| 8       | Argentyna         | 0  | 0  | 4  | 4     |
| 9       | Kolumbia          | 0  | 0  | 2  | 2     |
| 10      | Ekwador           | 0  | 0  | 1  | 1     |
| Razem   | Razem             | 14 | 14 | 28 | 56    |

## Medaliści

### Mężczyźni
| Konkurencja: | Złoto:             | Srebro:         | Brąz:                                |
| −60 kg       | Ángelo Gómez       | Modesto Lara    | Reiver Alvarenga Miguel Albarracín   |
| −66 kg       | Yordanis Arencibia | Ludwing Ortiz   | Alex Ottiano Henrique Guimarães      |
| −73 kg       | Luiz Camilo        | Rubert Martínez | Ernst Laraque Jean-François Marceau  |
| −81 kg       | Flávio Canto       | Gabriel Arteaga | Mario Valles Ariel Sganga            |
| −90 kg       | Brian Olson        | Keith Morgan    | Carlos Honorato Yosvane Despaigne    |
| −100 kg      | Mário Sabino       | Nicolas Gill    | Michael Barnes Oreidis Despaigne     |
| ponad 100 kg | Daniel Hernandes   | Joel Brutus     | Martin Boonzaayer Rigoberto Trujillo |

### Kobiety
| Konkurencja: | Złoto:              | Srebro:             | Brąz:                             |
| −48 kg       | Danieska Carrión    | Carolyne Lepage     | Analy Rodríguez Lisseth Orozco    |
| −52 kg       | Amarilis Savón      | Charlee Minkin      | Flor Velázquez Fabiane Hukuda     |
| −57 kg       | Yurisleidys Lupetey | Rudymar Fleming     | Ellen Wilson Tania Ferreira       |
| −63 kg       | Driulis González    | Vânia Ishii         | Daniela Krukower Isabelle Pearson |
| −70 kg       | Regla Leyén         | Christina Yannetsos | Dulce Piña Elizabeth Copes        |
| −78 kg       | Edinanci da Silva   | Yurisel Laborde     | Keivi Pinto Amy Cotton            |
| ponad 78 kg  | Daima Beltrán       | Giovanna Blanco     | Carmen Chalá Olia Berger          |